# Guldhedens vattentorn

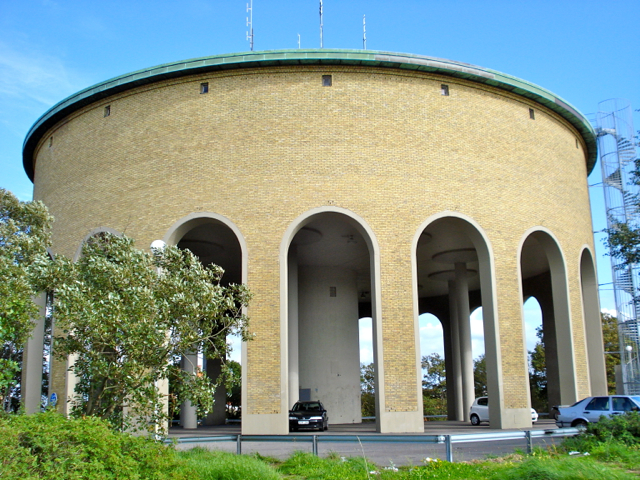
Guldhedstornet

Guldhedens vattentorn är ett vattentorn i kvarteret 47 Fjällviolen på Södra Guldheden i Göteborg, med adress Doktor Sven Johanssons backe 10. Vattentornet består av en cylindrisk reservoar som bärs upp av en mittpelare och 20 pelare med valvbågar runt om. Dessutom finns det 10 inre pelare som stöd. De yttre valvens pelare och reservoaren har en fasad av gult tegel. På taket av reservoaren finns en cylindrisk toppbyggnad som innehöll ett kafé för 40 gäster, vilket öppnades för allmänheten den 4 juni 1953. Sedan 2020 är tornet klassat som ett skyddsobjekt, och är sedan dess inte tillgängligt för allmänheten. Tornet står på Wattnebergen, som de tidigare kallades.
På taket uppfördes två helautomatiska radiosändare för vattenverkets och elverket. Tornet var vid invigningen Göteborgs högst belägna byggnad. Cirka 1 400 kubikmeter betong krävdes för gjutarbetena. Professor Granholm vid Chalmers svarade för konstruktionen. I tornets mitt finns en personhiss för två, eller så väljer man att gå de 100 stegen i trappan upp till tornets topp. Under de första sex månaderna besöktes tornet av närmare 75 000 personer. Den två decimeter höga och 32 meter långa väggdekorationen, som går som en list runt takets insida, skapades av konstnären Tore Ahnoff. Den har olika motiv från staden i samma riktning som man kan hitta dom. Idén kom ifrån Göteborgs konstnämnd. Arbetet med förberedelserna påbörjades den 1 maj 1953, och i december samma år startade målningsarbetet. 
Vattentornet är 22 meter högt och reser sig totalt 122 meter över havet. Tornet började byggas 1951 för att förse Guldheden och Johanneberg med färskvatten och stod i förbindelse med vattentornet i Johanneberg genom en lång rörledning, 40 centimeter i diameter. Vattnet till de båda tornen pumpades upp från en pumpstation vid Eklandagatan och en vid Epidemisjukhuset. Tornet invigdes 19 mars 1953 av Vattenverksstyrelsens ordförande, ingenjör Herbert Friberg och stadskollegiets vice ordförande Iwar Leandersson. Det ritades av arkitekten Nils Einar Eriksson. Vattnet hade släppts på redan i november 1952. 
De två reservoarerna i tornet är inbyggda i en cirkelrund betongskiva som vilar på de cirka tio meter höga valven. Diametern är 30 meter, och de rymmer tillsammans 4 miljoner liter med en vattenspegel på cirka 1 000 kvadratmeter. För att hålla insekter borta från vattensamlingen finns 20 fönster, försedda med blått glas som bryter ljuset, vilket stör insekterna.
Byggnaden kostnadsberäknades 1948 till 690 000 kronor, men då man konstaterade att "det för insyn utsatta läget ställde stora krav på byggnadens utseende" upprättades nya planer. Det nya förslaget inkluderade anslutande vägar och ledningar och kostnadsberäknades år 1951 till 1 290 000 kronor.
Guldhedens vattentorn ska inte förväxlas med Guldhedens norra vattentorn som har byggts om till studentbostäder. 
Guldhedens södra vattentorn, som fortfarande är i drift, är det som i dagligt tal kallas för Guldhedens vattentorn.
I februari 2020 togs beslutet att stänga kafét på grund av en ökad hotbild mot vattentorn som klassas som säkerhetsobjekt.

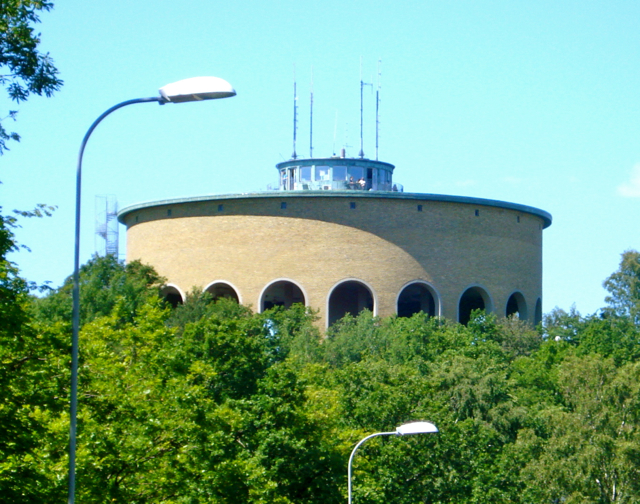
Guldhedstornet
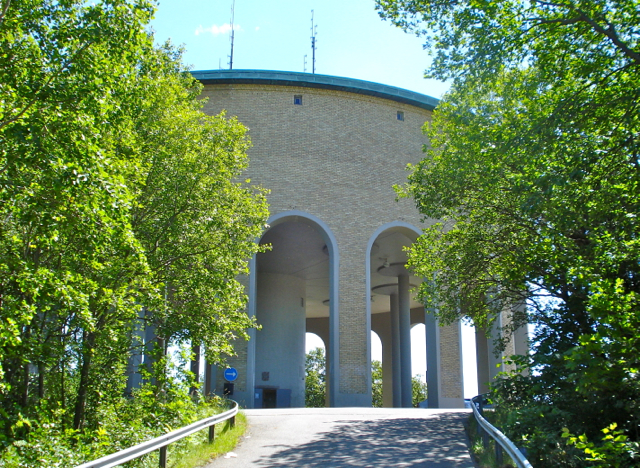
Guldhedstornet
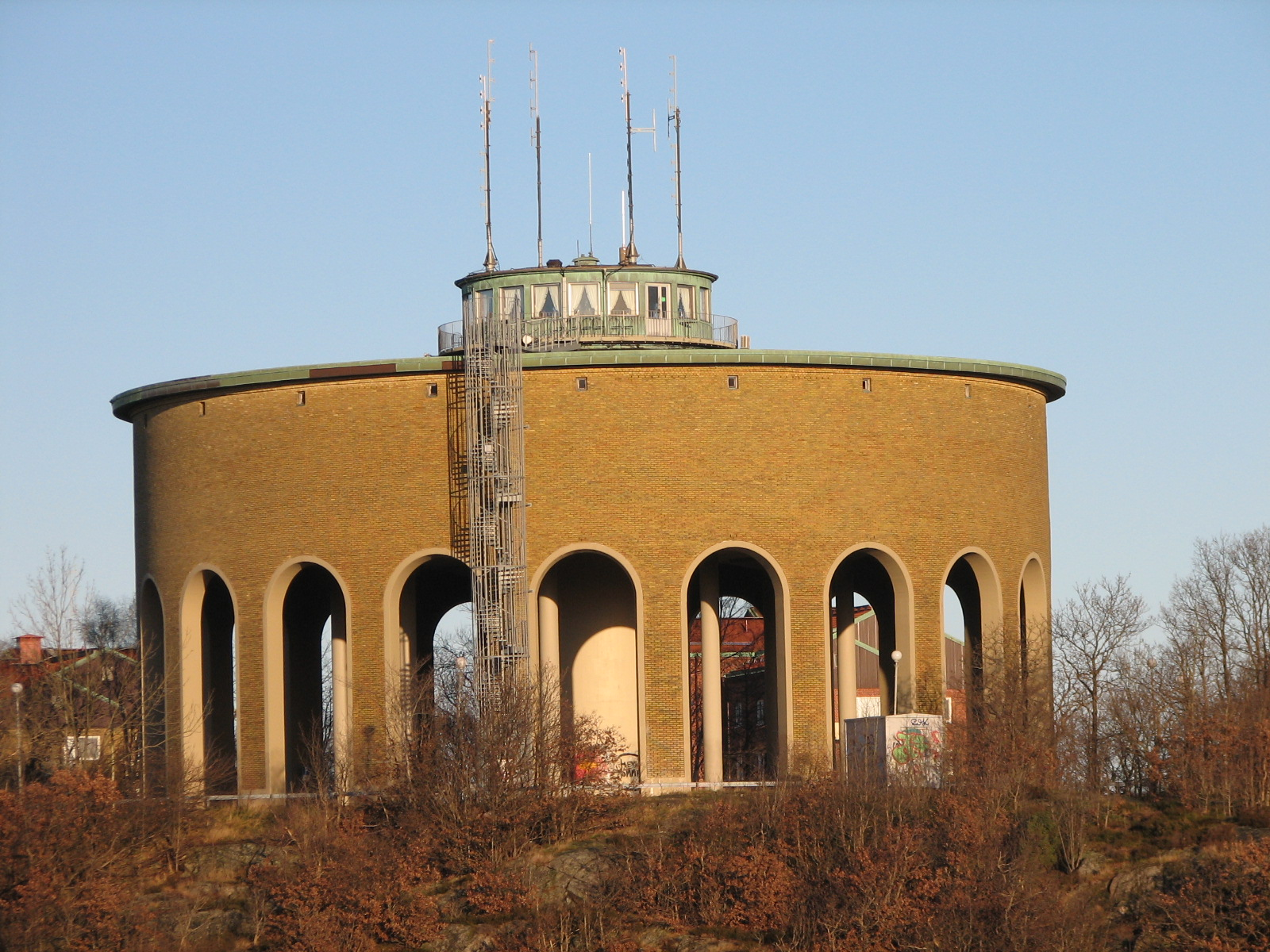
Vattentornet från sydväst.
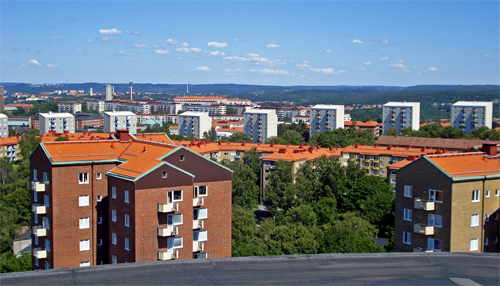
Vy över Södra Guldheden.